# Rudolf Behrens (Schriftsteller)
Rudolf Behrens (* 6. Oktober 1889 in Hannover; † 9. Oktober 1943 ebenda) war ein deutscher Pädagoge, Redakteur, Lyriker, Schriftsteller und Schauspiel-Autor.

## Leben
Der als Lehrer wirkende Rudolf Behrens redigierte zeitweilig für den Deutschen Alpenverein dessen Periodikum Monatsnachrichten des Deutschen Alpenvereins.
Gegen Ende der Weimarer Republik las Behrens 12. September 1932 in der Zeit von 11:00–11:30 Uhr bei dem Radiosender Nordische Rundfunk AG (NORAG) in Hamburg das Vorwort zu dem von ihm selbst verfassten Stück Der Graf von Hoya. Die Übertragung in der Sparte Schulfunk im Rahmen des Deutschkundlichen Schulfunks für Schüler vom 8. Schuljahr an wurde anlässlich des Festspiels der Hoyaer Heimatspiele Heiligenberg im Städtischen Schauspielhaus zu Hannover vor den hannoverschen Schülern aus dem Studio Hannover gesendet und war dann auch nur über den NORAG-Nebensender Hannover zu empfangen.
Zur Zeit des Nationalsozialismus schrieb Behrens den Text für das 1938 von Karl Meinberg im Rahmen des Sängerkreis-Konzertes unter Meinbergs Leitung in Hannover uraufgeführte Stück Volk und Arbeit für vierstimmigen Frauen- und zweistimmigen Jugendchor.
Insbesondere Behrens Erzählung Prümmel. Erlebnisse eines Grossstadtjungen erschienen ab Mitte der 1930er auch noch posthum über Jahrzehnte in mehreren Auflagen.
Behrens starb wenige Tage nach seinem 54. Geburtstag während des Zweiten Weltkrieges im Zuge eines der schwersten Luftangriffe auf Hannover in der Nacht vom 8. auf den 9. Oktober 1943; der Lehrer bewohnte laut dem Adressbuch der Stadt Hannover desselben Jahres zuletzt eine Wohnung im zweiten Stockwerk der – damaligen – Celler Straße 126.

## Schriften
Zu Behrens Werken, vor allem Erzählungen, gehören
- Von Lieb und Lebenslust. Lyrische und andere Gedichte, Straßburg i. E.; Leipzig: Singer, 1913; Inhaltsverzeichnis
- Festschrift der Sektion Hannover des Deutschen und Oesterreichischen Alpenvereins zum 75. Geburtstage ihres 1. Vorsitzenden, dem Herrn Professor Dr. Karl Arnold, Geheimer Regierungsrat, am 12. März 1928 (=  M[onats]-N[achrichten der Sektion Hannover des D. und Ö. Alpenvereins]; Jg. 3, Nr. 6), Hannover, Ägidientorplatz 1 I: Deutscher und Österreichischer Alpenverein, Sektion Hannover, 1928, S. 53–75
- Die Macht der Berge, Novellen, München: Rother, 1929
- Der Graf von Hoya. Ein Spiel aus Niedersachsen in vier Aufzügen von Rudolf Behrens, Vorwort über den Radiosender übertragen, 1932
- Prümmel. Erlebnisse eines Großstadtjungens, mit Federzeichnungen von Max Bürger, 1.–5. Tsd., 1934
  - (= Schaffsteins blaue Bändchen, Bd. 264), 49.–51. Tsd., Köln: Schaffstein, [1965]
- Festschrift zur Fünfzigjahrfeier. Sektion Hannover des Deutschen und Österreichischen Alpenvereins 1885–1935, im Auftrag der Sektion Hannover zusammengestellt von Rudolf Behrens, Hannover, 1935